# مشتق خارجي
على مشعب مختلف، يمتد المشتق الخارجي مفهوم التباين لوظيفة إلى أشكال مختلفة من الدرجة العليا. تم وصف المشتقة الخارجية لأول مرة في شكلها الحالي بواسطة إيلي كارتان في عام 1899 ؛ فهو يسمح بتعميم طبيعي مستقل متري لنظرية ستوكس، ونظرية غاوس، ونظرية جرين من حساب التفاضل والتكامل.
إذا كان يُنظر إلى شكل k على أنه قياس التدفق من خلال متوازي k متوازي الصغر، فيمكن عندئذ اعتبار مشتقه الخارجي كقياس التدفق الصافي عبر حد (k + 1)
من حيث البديهيات
يعرف المشتق الخارجى بأنه التخطيط الفريد ℝ الخطي من k-forms إلى (k + 1) -forms التي تحقق الخصائص التالية:
df هو تفاضل f للوظائف الناعمة f.
```
  d (df) = 0 لأي 
دالة ناعمة
 f.
```

```
  d (α ∧ β) = dα ∧ β + (−1) p (α ∧ dβ) حيث α هي p-form. وهذا يعني، د هو antiderivation من الدرجة 1 على 
الجبر الخارجي
 من الأشكال التفاضلية.
```

الخاصية التعريفية الثانية تحمل بشكل أكثر عمومية: في الواقع، d (dα) = 0 لأي k-form α؛ أكثر إيجازًا، d2 = 0. الخاصية التعريفية الثالثة تعني كحالة خاصة إذا كانت f دالة و α a-form ، ثم d (fα) = d (f ∧ α) = df ∧ α + f ∧ dα لأن الدوال هي 0-أشكال، والضرب العددي والمنتج الخارجي متساويين عندما تكون إحدى الحجج متساوية العدد
من حيث الإحداثيات المحلية
بدلا من ذلك، يمكن للمرء العمل بشكل كامل في نظام إحداثيات محلي (x1 ، ... ، xn). تشكل تباينات التنسيق dx1 ، ... ، dxn أساسًا لفضاء أشكال واحدة، يرتبط كل منها بإحداثي. بالنظر إلى مؤشر متعدد I = (i1، ...، ik) مع 1 ≤ ip ≤ n لـ 1 ≤ p ≤ k (وتشير إلى dxi1 ∧ ... ∧ dxik مع إساءة استخدام الترميز dxI) ، المشتقة الخارجية لـ نموذج بسيط (k)
من حيث صيغة ثابتة
بدلاً من ذلك، يمكن إعطاء صيغة صريحة للمشتق الخارجي لـ k-form ، عندما تقترن بـ k + 1 حقول ناقل متجانس سلسة V0 ، V1 ، ... ، Vk:
المشتقة الخارجية في حساب التفاضل والتكامل
معظم مشغلي متجهات حساب التفاضل والتكامل هي حالات خاصة، أو لديهم علاقات وثيقة، لمفهوم التمايز الخارجي
الانحدار
وظيفة ناعمة f: M → ℝ على مشعب حقيقي مختلف M هو شكل 0. إن المشتق الخارجي لهذا الشكل 0 هو df.
عندما يتم تعريف المنتج الداخلي، · ،، ، يتم تعريف التدرج off للدالة f على أنه ناقل فريد في V بحيث يكون منتجه الداخلي مع أي عنصر من V هو مشتق الاتجاه f على طول الموجه، أي مثل ذلك